# 横山みれい
横山 みれい（よこやま みれい、1985年11月23日 - ）は、日本の元・AV女優。元・グラビアアイドル。
東京都出身。ディーバプロモーションに所属していたが、2015年 テスターに移籍。現在フリー。

## 経歴
AVデビュー前は着エロ作品に出演しており、AVには2009年にデビュー。
2014年7月、セガのゲーム「龍が如く」のキャラクター出演をかけたセクシー女優人気投票にエントリー。同年8月24日、結果発表。「龍が如く0 誓いの場所」への出演権を逃した。順位・得票数は未発表である。。
2017年3月3日、スカパー!アダルト放送大賞2017の週刊大衆賞を受賞。
2020年11月、ゲオTVアダルトニュースメディアMANGOで実施された「本当は誰にも教えたくない、私だけのお気に入りAV女優アンケート」において、「あなたの新しいオナペット候補5人」のうちの1名に選ばれた。

## 人物
県立大学理系学部・電子学科に入学。地震研究も行い、卒業論文は鉱山内部に設置された波形データを基にした「落雷と地震の関係」。卒業後はSEとして一部上場企業に勤務していた。

## 作品

### イメージビデオ
※名義は全て藤池れみ
- 少女F（10月31日、金銀財宝社）
- アウトでしょ？（11月28日、キングダム）
- 17の御法度〜これ以上無理です〜 藤池れみ（11月28日、オルスタックピクチャーズ）
- GOKUERO（12月16日、レイフル）

- reversible（リバーシブル）（2月25日、アートハウスゴン）
- 限界点（7月31日、BNS）
- 発射OK？（2008年8月22日、キングダム）
- ハッスル（キングダム）

### アダルトビデオ
- 「禁断のセックス」（ゲイル）

- 限界点を越えた、初めてのセックス 横山みれい（7月19日、百花美人）
- 食べごろ、Gカップ 「粘着巨乳」（8月13日、百花美人）
- お義母さんは家庭教師（9月13日、百花美人）
- 裸のワタシに出来ること（10月13日、百花美人）
- 狙われた妻（11月5日、タカラ映像）
- 麗しのキャンペーンガールAGAIN（11月7日、HMJM）
- 同僚の美人妻 〜中出し公開処刑〜（11月20日、スターパラダイス）
- 素人四畳半生中出し 59（11月30日、プラム）
- ナチュラルハイドキュメント 密着ホームレス中出し滞在記（12月5日、ナチュラルハイ）
- 嫁・調教 横山みれい（12月18日、なでしこ）

- Men's コンビニエンス(3)《M性感:騎乗位手コキ》（1月4日、グレイズ）
- 「超絶可愛い女子社員」ベスト4!! SOD女子社員4人組 恥じらいの初脱ぎ!!（1月7日、SODクリエイト）
- 「熟女の口はもっと嘘をつく。」 熟雌女anthology ＃053（1月22日、アウダースジャパン）
- 調教グラマラス みれい（1月30日、HMJM）
- スケベな親子がエッチなゲーム一転知らずに近親相姦 父親なら娘の裸当ててみて!美人姉妹スペシャル 〜見て、触って、ハメて、父親はカラダのパーツだけで自分の娘がわかるかな!?（2月4日、ROCKET）
- 性器のむくみもスッキリ解消!安らぎ系メイドさんのリフレクソロジーへようこそ（3月4日、イフリート）
- 美熟女お掃除フェラ 4（3月5日、OFFICE K'S）
- 綺麗でいやらしい叔母さんの美巨乳を揉んで発射する僕（3月6日、ルビー）
- OLバキュームフェラ集団（3月19日、YeLLOW）
- 人妻専科 〜やりたがりの若妻みれい・Gカップ〜（3月19日、ミスター・インパクト）
- 麗しの巨乳若妻。 みさ（3月22日、光夜蝶）
- 街行く美熟女限定! 過激でHなレズナンパ 2（4月1日、ヴィ）
- 義母の胸の谷間が気になって（4月1日、ABC/妄想族）
- 絶倫お爺様!息子の嫁寝取りマッサージ 2（4月2日、映天）
- 高飛車ヒロイン 必死我慢　美戦士・ブリリア（4月9日、GIGA）
- 癒しの巨乳若妻 02（4月10日、プレステージ）
- 都内のホテルに一晩泊っている女に、「ソファでもいいから一晩泊めて!」と頼み込んでみたら部屋にあがれた上に、エッチまで出来た！（4月21日、プレステージ）
- 豊乳中出し 第三十五章 黒川敦子 24歳（5月1日、ジュエル）
- 人妻 奴隷契約 横山みれい（5月15日、ワープエンタテインメント）
- 完熟ボディ淫乱美女の初生中出しゴックンSEX 横山みれい（5月19日、エムズビデオグループ）
- 青姦グラマラス みれい（5月29日、HMJM）
- 義母相姦 愛息の精子を欲しがる美麗母  横山みれい（6月1日、VENUS）
- 僕の上司は痴女 横山みれい（6月1日、ワンズファクトリー）
- 妻の後輩が泊まりに来て…（6月7日、マドンナ）
- 「夫がいつ帰ってきちゃうかわからない!」上司と部下とのスリルを求める社宅妻（6月10日、ヒビノ）
- 漏らしてもいいけど、絶対イッちゃダメ!!（6月15日、ワープエンタテインメント）
- 人妻中出しパンティーストッキング 高島恭子 横山みれい（6月19日、YeLLOW）
- 不倫ザーメン倶楽部 横山みれい（6月25日、美）
- グラマー 未発表スペシャル 3（6月26日、HMJM）
- 凌辱!!ドM女上司 横山みれい（7月1日、VENUS）
- 嫁姑レズ調教 有沢実紗 横山みれい（7月7日、マドンナ）
- 夫の知らない私の時間。 超敏感Hカップ人妻とのAVドキュメント。みれい（7月13日、U&K）
- 性欲が溜まった女の中出し 横山みれい（7月13日、MOODYZ）
- やさしいママとボクの秘密の手コキ&○児プレイ（7月13日、マルクス兄弟）オムニバス作品
- お受験ママ 可愛い息子の為に…（7月22日、AROUND）
- ズボ入れマジイキ バイブオナニー 3（8月1日、ワンズファクトリー）
- 人妻熟女（秘）劇場 〜淫らな秘め事…〜（8月6日、竹書房）
- 夫の上司に犯された人妻 〜円満夫婦に忍び寄る姦欲〜 横山みれい（8月13日、溜池ゴロー）
- 出戻りむっちり姉ちゃんに犯された僕 6（8月19日、ZHT）
- あ〜やらしい！11 パーフェクトボディーの精飲美女（8月20日、映天）
- 友達の綺麗なお母さんに中出し 3（8月20日、なでしこ）
- 醜男ハーレム（8月20日、OFFICE K'S）
- 男根一本に群がる淫女たち（8月25日、美）
- み〜んな一緒に筆おろしましょ 横山みれい（9月2日、タカラ映像）
- 巨乳・爆乳 胸元で誘う若妻の乳調教 〜バスト93センチHカップ〜 横山みれい（9月3日、映天）
- 女医in… ［脅迫スイートルーム］ Doctor Mirei（28）（9月15日、ドリームチケット）
- 美熟女母のうっとりするセンズリ鑑賞 （9月17日、映天）
- 綺麗な巨乳女医と新人爆乳ナース（9月17日、なでしこ）
- エロボディーレズビアン 剛毛マンコと肉厚美体 瀬奈涼 横山みれい（9月19日、アンナと花子）
- 二人の夫【愛欲妻】 横山みれい（10月7日、桃太郎映像出版）
- どスケベ痴妻のチ○ポいじり（10月13日）
- 溜池ゴローを愛した女シリーズ 私、女として本当の悦びを知りました。美熟女シリーズ 第19弾（12月8日、光夜蝶 (アダルトビデオ）みれい26歳名義
- 女医 白衣の誘惑（12月10日、LEO）
- 落ちてゆく人妻 浮気の快楽に溺れる私（12月13日、MOODYZ）
- 輪姦中出しされた巨乳妻（12月13日、溜池ゴロー）
- 粘着おしゃぶり汁好き痴女 エロボディお姉さんは無我夢中でむしゃぶり尽くしてから飲むのがお好き（12月15日、Waap）
- 私は痴女 人妻編 奥さん!そのアナ…絶妙です（12月17日、クリスタル映像）
- 幻母 禁断母子スワップ（12月19日、ヴィーナス）
- 色狂い絶品グラマー 〜ふしだらな情欲に悩む人妻の日常〜（12月25日、Madonna）

- 夢のハードプレイソープへようこそ!!（1月1日、MOODYZ Gati）
- キャビンアテンダント 搾乳豚鼻査察（1月1日、NOIR）
- 巨乳混浴コンパニオン 2（1月8日、ROCKET）
- 長〜い蛇舌でリンパマッサージ!卑猥!舐めレズエステサロン!（1月13日、U&K）
- 淫熟マンション 402号室の女 援●交際狂い 噂のサセ子（1月13日、AROMA M-30）
- ディープレズビアン 〜禁断の母娘〜（1月14日、FIVE STAR）
- いいなり嫁を思う存分犯す 理不尽に義兄、義父に熟れた体を犯される9人の嫁たち（1月14日、Nadeshiko）
- 調教された高慢女社長 2（1月14日、Madonna）
- 非常階段のスッポン痴女（1月15日、ワープエンタテインメント）
- イイ女のごっくん痴女FUCK（1月16日、MAXING）
- イグイグ淫乱オフィス（1月19日、乱丸）
- めざましフェラチオ（1月20日、GLORY QUEST）
- 10人姉妹の真ん中に男は僕1人だけ! 大家族3 中田家のお正月 〜年が明けてもボクのビッグダディ（チ○ポ）は休む暇なし!〜（1月20日、DEEP'S）
- ママのリアル性教育 7（1月20日、GLORY QUEST）
- 超贅沢な唾液たっぷり手コキ（1月21日、漫熟）
- 淫語中出しソープ 16（1月25日、琢斗）
- やっぱり義母はエロかった 〜密かに息子の体を求める女〜（1月25日、AROMA PLANNING）
- 人妻苦情処理（1月25日、Madonna）
- 妻美喰い（1月28日、UGANDA）
- これくらいだったら‘変態’って言われないよね?（1月28日、BALTAN diamond）
- マジックミラー号 超ゴージャス! 濃密美熟女逆ナンパ 2011 横浜みなとみらい編（2月5日、DEEP'S）
- 続・ドエロ奥さん 2（2月11日、LEO）
- 巨乳人妻・内緒の裏バイト（2月13日、溜池ゴロー）
- 夫の親友とこっそり密かにヤル巨乳団地妻（2月16日、LOTUS）
- よつんばいフェラ（2月18日、S♥E♥X Agent）
- 寸止めが限界過ぎてもう堪らん。（2月18日、S♥E♥X Agent）
- 人間凶器 廃人file.07（2月25日、SP artisan）
- 溢れだす美熟女の泉 〜欲求不満なおもらし未亡人・みれい（2月25日、Fitch）
- オレのカミさんとヤラないか?（3月3日、GLORY QUEST）
- ヌル撮セクハラオイルマッサージ（3月3日、GLORY QUEST）
- 圧殺 顔面騎乗 30人4時間（3月15日、WANZ FACTORY）
- なぐさめ愛 隣人は未亡人（3月15日、Washing machine）
- マドンナファンの集い 美熟女と行く混浴温泉バスツアー 6（3月25日、Madonna）
- 昼下がり、美熟母のオナニーいろいろ（4月1日、お母さん.com）
- 魅惑の黒ストッキング脚コキ 30人4時間（4月1日、WANZ FACTORY）
- 50発2日のヤリ過ぎ温泉旅行 湯煙熟女.01（4月5日、MAGIC）
- プレミアム5周年記念特別作品 ノーパンベースボール・クラシック（4月7日、PREMIUM）
- 美巨乳娘がエステに行って、イッちゃった!!（4月15日、BoinBB）
- IMMORAL OFFICE（4月25日、digital ark）
- ファン感謝祭バスツアー（4月25日、Fantasista）
- もう一つの混浴温泉バスツアー 6（4月25日、Madonna）
- 言葉責めされてぬるぬるオマンコになるマゾ女（5月2日、K’S WORKS）
- 美熟女レズ泡姫 其ノ参（5月2日、DiVA’s）
- 貝盗ロワイヤる! 〜誰でもボタン一つで他人の女を寝盗りホーダイ!〜（5月7日、A TO M）
- 地獄の花嫁絶頂エステ 03（6月21日、MAD）
- 夫のせいで何度も犯される人妻（6月25日、Mrs＆Mrs）「みれい」名義
- 母子相姦 息子と2人だけの秘密（6月29日、母屋）
- セックスに狂った熟女たち 3 〜三十路四十路のよがり腰漫遊録〜（7月8日、LEO）
- ご奉仕が大好きな巨乳たち（7月22日、max）
- 【近親相姦シリーズ】 継母〜ままはは〜 二十九（7月29日、熟女絵巻）
- 黒肌と白肌が絡み合う巨乳レズアクメ（8月1日、U&K）
- 勉強中の息子を手コキ（8月5日、お母さん.com）
- 熟妻乱姦DX 肉棒を喰らう熟れ牝7名の痴態!（8月20日、NEXT11）
- ドM艶女 メス犬になりたい私（8月25日、AVs）「みれい」名義
- ストッキングに包まれた美脚がなまめかしい痴女とオフィスで性交 20人4時間（9月1日、WANZ FACTORY）
- 大人美人な人妻たち（9月9日、Nadeshiko）
- ベロレズ 舌の長い女キス＆ぺってぃんぐ（9月23日、LADIES♀ROOM）
- 鬼フェラ地獄 X 〜10回記念ヒストリー特典SP〜（9月23日、M）
- こだわりの手コキ 人妻編 12（9月25日、HAYABUSA）
- キャットスーツ尻コキ（10月1日、Fetishist）
- 噂のビアン専用 巨乳レズエステ（10月13日、U&K）
- 社内情事 4時間SP（10月25日、Gt）
- 生々しい夫婦のアナルセックス（10月25日、Madonna）
- 舐めまくり吸いつくし私の口マンコでザーメン搾り取ってあげる（11月13日、AVS）
- 思春期だったあの頃に、こんな場所があったなら…。リアル素人参加型企画 早漏!包茎!短小!チ○ポの悩みを優しく触りながら解決してくれるキレイな保健の先生（11月19日、DEEP'S）
- 僕の義理の妹、姉、娘はお口を使ってザーメンを抜いてくれる（11月25日、GROGGY）
- 競泳水着 VENUS（11月25日、MIZUIRO）
- 僕の義理の妹、姉、娘はお口を使ってザーメンを抜いてくれる（11月25日、GRORRY）
- 生中出し美熟女（12月7日、桃太郎）
- 聖★触手学園 淫獣に奪われた巨乳女子校生の貞操（12月8日、SOD ACE）

- わいせつ団地妻（1月19日、ヴィーナス）
- グラマラス美女の3穴中出しゴックンFUCK（1月19日、M's）
- しっぽフェラチオ 四つん這い男のチ○ポを後ろから舐め犯す（1月27日、REAL）
- 狙われた妻2 〜最悪の再会…女に遊ばれアナルも奪われて〜（2月2日、MOMIJI）
- 夫のせいで私は見ず知らずの男たちに犯されました（2月13日、ドRAGON）
- 露恥裏美熟女アナル 野外露出初体験!野外露出の美熟女美乳お姉さんが田んぼの真ん中でイキまくる大量潮吹き二穴同時ファック!!（2月13日、セレブの友）
- 笠木忍が狂ったように何度もイキまくる!有名熟女豪華共演絶頂潮吹き5P乱交ファック!!（2月13日、セレブの友）
- ある日突然!横山みれいが隣人になったら…（2月17日、ing）
- 隣のきれいな巨乳若妻（2月24日、Mellow Moon）
- 哀楽快楽主義 〜責められ好きの貴方の為につくられた一本〜（3月13日、セレブの友）
- 貴方だけを見つめてイキまくる極上美熟女ファック!!美熟女のイキ顔ハメ接合部がじっくり堪能できる密着濃厚SEX生中出し!!（3月13日、セレブの友）
- 女教師アナル大乱交（3月13日、MOODYZ）
- 母性溢れる母の騎乗位 腰振る30人（3月19日、ABC）
- 競泳水着立ちオナニー（4月1日、Fetishist）
- 堕ちていく人妻たち 夫のために生活のために体を売るセレブ妻（4月13日、ドRAGON）
- 本当にあった!?悪質クレーマーSEX謝罪2 謝り倒しても許してくれない弱みにつけ込みやりたい放題!!パワハラ交尾大量潮吹き!!生中出し!!（4月13日、セレブの友）
- レズビアンオナニー徹底レッスン!!全集 うぶな少女に密着手ほどき相互快楽オナニー本気絶頂!（4月19日、Emmanuelle）
- 6人の人妻が教えてくれる「本当に搾り出せるセックス」（4月27日、BALTAN）
- 触手アクメ 11（5月10日、SOFT ON DEMAND）
- 熟女のバイブぶっ刺し腰くねオナニー（5月18日、熟オナ専科）
- スケベ熟女おま●こお漏らしオナニー（5月18日、熟オナ専科）
- ぬるべちょレズビアン（5月18日、DiVA’s）
- イイ女限定!!たっぷり射精出来る貴方だけに語りかけるオナニー専用のオナニーDVD2（5月19日、Emmanuelle）
- 美熟女が貴方だけを見つめる特濃フェラチオ! ねっとり言葉責めカメラを見つめながら挑発的おしゃぶり大量ザーメン口内、舌上、ゴックン遊戯!!（5月19日、Emmanuelle）
- DOUBLE VOICE ＃007（5月25日、ONE DA FULL）
- 濡れる不倫温泉 3（5月25日、Nadeshiko）
- 人妻強制中出し 騙されハメられ中出しされてしまう人妻たち 4時間（5月25日、Nadeshiko）
- 強制アナル中出し輪姦100連発（5月25日、ダスッ!）
- 熟女のオマンコおっぴろげオナニー 2（6月1日、熟オナ専科）
- 性感アナルエステサロン 3（6月1日、OFFICE K'S）
- 美熟女おもてなし癒し系ソープランド（6月8日、BAZOOKA）
- 高速ピストン 連続アクメオナニー（6月12日、ラマニア）
- 3D巨乳ビアガール（6月15日、3D MASTERS）
- レズビアン性交百合交尾 レズビアン好きの貴方だけを見つめながら女同士でイキまくる極上の一本（6月19日、Emmanuelle）
- 背徳と官能の猥褻劇場 犯られる人妻 旦那以外の男達に…無理矢理ハメられ、イカされ続ける…（6月20日、NEXT11）
- 異常性欲の人妻 2丁目の横山さん家の奥さんが、肉食系痴女過ぎてマジでヤバいらしい…（7月1日、PLANET PLUS）
- 変態的 濃厚接吻レズ2 7くみ（7月9日、百合狂）
- 黒人巨大マラ VS 横山みれい（7月10日、BLACK DICK）
- 巨乳淫乱家政婦に怒涛の咆哮中出し!（7月19日、Cream Pie）
- グラマラスハラペーニョ この女、肉食系。（7月19日、ローグ・プラネット）
- 即尺精飲公衆便女 6 ドスケベ女編（7月20日、asfur）
- 尿道一本刺 〜M男絶頂異物挿入〜（8月3日、深海）
- 熟ズボッ！FカップからG、H、Jカップまで！犯される美巨乳熟女スペシャル（8月24日、ATHENA）
- 極上ボインW熟女 素人お宅訪問!（8月29日、熟女絵巻）
- Mrs. Level A（9月20日、NEXT GROUP）
- 童貞の僕を筆おろししたがる義母（10月12日、KMP）
- 美熟女みれいのアクメ輪姦14連発（10月13日、Cream Pie）
- 生中痴漢5（11月8日、ナチュラルハイ）
- ぶっかけ巨乳熟女 中出し痴態（12月1日、Mellow Moon）

- 初パイパン解禁共演!! パイパン村 呪われた毛剃られ四姉妹（1月7日、マドンナ）
- 人妻パイパンレズ露出 〜無毛の発情メスが集う真夜中の公園〜（2月7日、マドンナ）
- 淫乱射精天国（2月25日、ジャネス）
- 筆おろし 童貞君! こんな素敵な素人妻に筆おろしされてみませんか? 癒し美人妻編（2月25日、ビッグモーカル）
- 彼女に使う筈だった催淫オイルを、出来心で真面目な姉に試したら驚くほどドスケベに豹変して弄ばれてしまった（3月22日、NON）
- 見つめられながらの上品な卑猥語（4月1日、Fetish Box/妄想族）
- 極太アナルディルドオナニー Vol.5（4月5日、OFFICE K’S）
- 極上ニューハーフ童貞喪失のペニクリ狩り!エッチなお姉さんが人生一度きりの童貞を奪って射精までさせる筆下ろしファック!!（4月7日、アルファーインターナショナル）
- プレイバック’80（4月13日、E-BODY）
- カラダが卑猥なオンナと性交（4月5日、ドリームチケット）
- 夫の遺影の前で義兄に、夫の元同僚に あなた、ごめんなさい（4月25日、サイドビー）
- 変態どスケベ熟女ビアン（5月1日、U&K）
- 息子たちよ、母を抱け ママ母を奪い合うムスコ (7月5日、NITRO)

- もしも…「横山みれい」が○○だったら…。(3月1日 七狗留)
- 義父は知らない僕と母の近親相姦(6月27日 ALEDDIN)

### フェチ作品
- 誘うガニ股（4月25日、AROMA PLANNING）
- 「痰つば・唾液責め」・「接吻・鼻舐め」レズ（2012年10月8日、百合狂）

## 出演

### 映画
- 艶色女体巡り（2015年、OP PICTURES　監督：竹洞哲也）
- 愛Robot したたる淫行知能（2015年10月9日、オーピー映画） - 久美子 役[12]
- 特務課の星　蜜乳コスプレ大作戦！（2016年11月18日、オーピー映画） - 陣内さくら 役[13]
- 恋愛図鑑（2017年7月8日、OP PICTURES） - 三輪理佳 役[14]
- 神ってる快感　絶頂うねりびらき（2017年9月15日、オーピー映画） - 日暮燿子 役[15]
- 美乳夜曲　乱れる白肌（2018年9月21日、オーピー映画） - 中田マリ 役[16]
- 田園日記 アソコで暮らそう（2018年11月30日、オーピー映画） - マイト 役[17]
  - 長崎家の崩壊（2019年8月25日、オーピー映画）※田園日記～の一般公開用編集版[18]

- 好き好きエロモード 我慢しないで！（2019年9月20日、オーピー映画）‐ 鳴海理沙 役